# Presidenti della Cecoslovacchia
Elenco dei presidenti della Cecoslovacchia dal 1918 al 1992:

## Lista
Partito Nazionale Slovacco / Partito Agrario di Cecoslovacchia
     Partito Nazionale Sociale Ceco
     Partito Comunista di Cecoslovacchia
     Forum Civico / Partito Civico Democratico
     Non di parte
     Militare
| #  | Nome                           | Immagine       | Inizio della carica | Termine della carica | Partito politico                                               |
| -- | ------------------------------ | -------------- | ------------------- | -------------------- | -------------------------------------------------------------- |
| 1  | Tomáš Garrigue Masaryk         |                | 14 novembre 1918    | 14 dicembre 1935     | Non di parte                                                   |
| —  | Milan Hodža (ad interim)       |                | 14 dicembre 1935    | 18 dicembre 1935     | Partito Nazionale Slovacco / Partito Agrario di Cecoslovacchia |
| 2  | Edvard Beneš                   |                | 18 dicembre 1935    | 5 ottobre 1938       | Partito Nazionale Sociale Ceco                                 |
| —  | Jan Syrový (ad interim)        |                | 5 ottobre 1938      | 30 novembre 1938     | Militare                                                       |
| 3  | Emil Hácha                     |                | 30 novembre 1938    | 15 marzo 1939        | Non di parte                                                   |
| 4  | Edvard Beneš                   |                | 4 aprile 1945       | 7 giugno 1948        | Partito Nazionale Sociale Ceco                                 |
| —  | Klement Gottwald (ad interim)  |                | 7 giugno 1948       | 14 giugno 1948       | Partito Comunista di Cecoslovacchia                            |
| 5  | Klement Gottwald               | 14 giugno 1948 | 14 marzo 1953       |                      | Partito Comunista di Cecoslovacchia                            |
| —  | Antonín Zápotocký (ad interim) |                | 14 marzo 1953       | 21 marzo 1953        | Partito Comunista di Cecoslovacchia                            |
| 6  | Antonín Zápotocký              | 21 marzo 1953  | 13 novembre 1957    |                      | Partito Comunista di Cecoslovacchia                            |
| —  | Viliam Široký (ad interim)     |                | 13 novembre 1957    | 19 novembre 1957     | Partito Comunista di Cecoslovacchia                            |
| 7  | Antonín Novotný                |                | 19 novembre 1957    | 22 marzo 1968        | Partito Comunista di Cecoslovacchia                            |
| —  | Jozef Lenárt (ad interim)      |                | 22 marzo 1968       | 30 marzo 1968        | Partito Comunista di Cecoslovacchia                            |
| 8  | Ludvík Svoboda                 |                | 30 marzo 1968       | 28 maggio 1975       | Partito Comunista di Cecoslovacchia                            |
| 9  | Gustáv Husák                   |                | 29 maggio 1975      | 10 dicembre 1989     | Partito Comunista di Cecoslovacchia                            |
| —  | Marián Čalfa (ad interim)      |                | 10 dicembre 1989    | 29 dicembre 1989     | Partito Comunista di Cecoslovacchia                            |
| 10 | Václav Havel                   |                | 29 dicembre 1989    | 20 luglio 1992       | Forum Civico                                                   |
| —  | Jan Stráský (ad interim)       |                | 20 luglio 1992      | 31 dicembre 1992     | Partito Civico Democratico                                     |

## Leader del Partito Comunista di Cecoslovacchia (1945 – 1989)
Tutti i leader del Partito Comunista di Cecoslovacchia, eccetto l'ultimo, avevano de facto un forte potere esecutivo nel paese. 
Con il titolo di Presidente (1945-1953) e Primo Segretario (1953-1971).
| # | Nome             | Immagine | Inizio della carica | Termine della carica |
| - | ---------------- | -------- | ------------------- | -------------------- |
| 1 | Klement Gottwald |          | 17 aprile 1945      | 14 marzo 1953        |
| 2 | Antonín Novotný  |          | 14 marzo 1953       | 5 gennaio 1968       |
| 3 | Alexander Dubček |          | 5 gennaio 1968      | 17 aprile 1969       |
| 4 | Gustáv Husák     |          | 17 aprile 1969      | 17 dicembre 1987     |
| 5 | Miloš Jakeš      |          | 17 dicembre 1987    | 24 novembre 1989     |
| 6 | Karel Urbánek    |          | 24 novembre 1989    | 20 dicembre 1989     |

## Presidente di Stato del Protettorato di Boemia e Moravia
- Emil Hácha 15 marzo 1939 - 9 maggio 1945

## Presidente della Prima Repubblica Slovacca
- Jozef Tiso 26 ottobre 1939 - 4 aprile 1945

## Presidente della Cecoslovacchia in esilio
- Edvard Beneš 17 ottobre 1939 - 2 aprile 1945